# المدينة الإعلامية السعودية
المدينة الإعلامية السعودية هي منطقة إعلامية وثقافية وتقنية سعودية أنشئت في حي السفارات غرب العاصمة الرياض. تأسست المدينة إثر توقيع وزير الثقافة السعودي رئيس مجلس إدارة مشروع المدينة الإعلامية الأمير بدر بن عبد الله بن فرحان 3 اتفاقيات ومذكرة تفاهم مع مجموعة علي بابا الصينية ومجموعة إم بي سي وشبكة العربية والحدث التلفزيونية والمجموعة السعودية للأبحاث والتسويق لإنشاء مقرات جديدة لها.